# Skobełka
Skobełka, także Skobiełka (ukr. Скобелка) – wieś na Ukrainie, w rejonie horochowskim obwodu wołyńskiego, nad rzeką Gniła Lipa.
Wieś założona w 1629 roku. W II Rzeczypospolitej miejscowość była siedzibą gminy wiejskiej Skobełka w powiecie horochowskim województwa wołyńskiego. Wieś liczy 1602 mieszkańców.
Miejsce urodzenia polskiego malarza Jana Wacława Zawadowskiego oraz jego brata, pioniera polskiej radiologii, Witolda Zawadowskiego.